# Fure
Pour l’article homonyme, voir Fure's Cabin.
La Fure est un affluent de la Morge, émissaire du lac de Paladru et donc un sous-affluent de l'Isère, dans la région Auvergne-Rhône-Alpes et le département de l'Isère.

## Géographie

### Description
Orientée Nord-Sud, la rivière a creusé son lit dans les moraines abandonnées par les glaciers du Rhône et de l'Isère. Elle a une longueur de 25 kilomètres pour une dénivellation de 309 mètres, soit une pente moyenne de 1,20 m par kilomètre, avec des seuils, dont ceux de Pont-de-Bœuf et Alivet. Le vallon de la Fure est encaissé et étroit (50 m au Guillermet sur la commune de Charavines).

### Le lac de Paladru, source de la Fure
Ce lac naturel, d'une superficie de 3,9 km2, donne naissance à la Fure. C'est le cinquième lac naturel de France par la superficie. Son bassin, situé à mi-chemin entre Grenoble et Lyon, dans un paysage de collines et de petites montagnes, les Terres froides, est géré par une société privée. Selon le SANDRE, la source de la Fure est situé dans le lac de Paladru à la confluence du Courbon et du ruisseau du Marais, et non à la sortie du lac de Paladru.

### Communes traversées
La Fure traverse, donc, les communes de Villages du Lac de Paladru, Bilieu, Charavines, Apprieu, Saint-Blaise-du-Buis, Réaumont, Rives, Renage et enfin Tullins en se jetant dans le canal de la Morge à proximité du lieu-dit le Port.
Soit en termes de cantons, la Fure prend source dans le canton du Grand-Lemps, conflue dans le canton de Tullins, le tout dans les arrondissements de la Tour-du-Pin et de Grenoble.

### Organisme gestionnaire
L'organisme gestionnaire est le Symbhi ou Syndicat mixte des bassins hydrauliques de l'Isère, sis à Grenoble.

## Affluents
La Fure présente, selon le SANDRE, quatre affluents principaux :
- le Courbon (rg[note 1]), 9,6 km qui se jette dans le haut du lac de Paladru[3]
- le ruisseau du Marais (rd), 10 km qui se jette dans l'aval du lac de Paladru.
- le ruisseau de Réaumont (rg), 3 km[4]
- le ruisseau de la Furasse (rd), 2 km[5]

### Rang de Strahler
Donc son rang de Strahler est de deux.

## Hydrologie
Le débit moyen est de 800 l/s avec de fortes variations et des crues parfois violentes.

## Galerie

Quelques photos de la Fure dans différentes communes
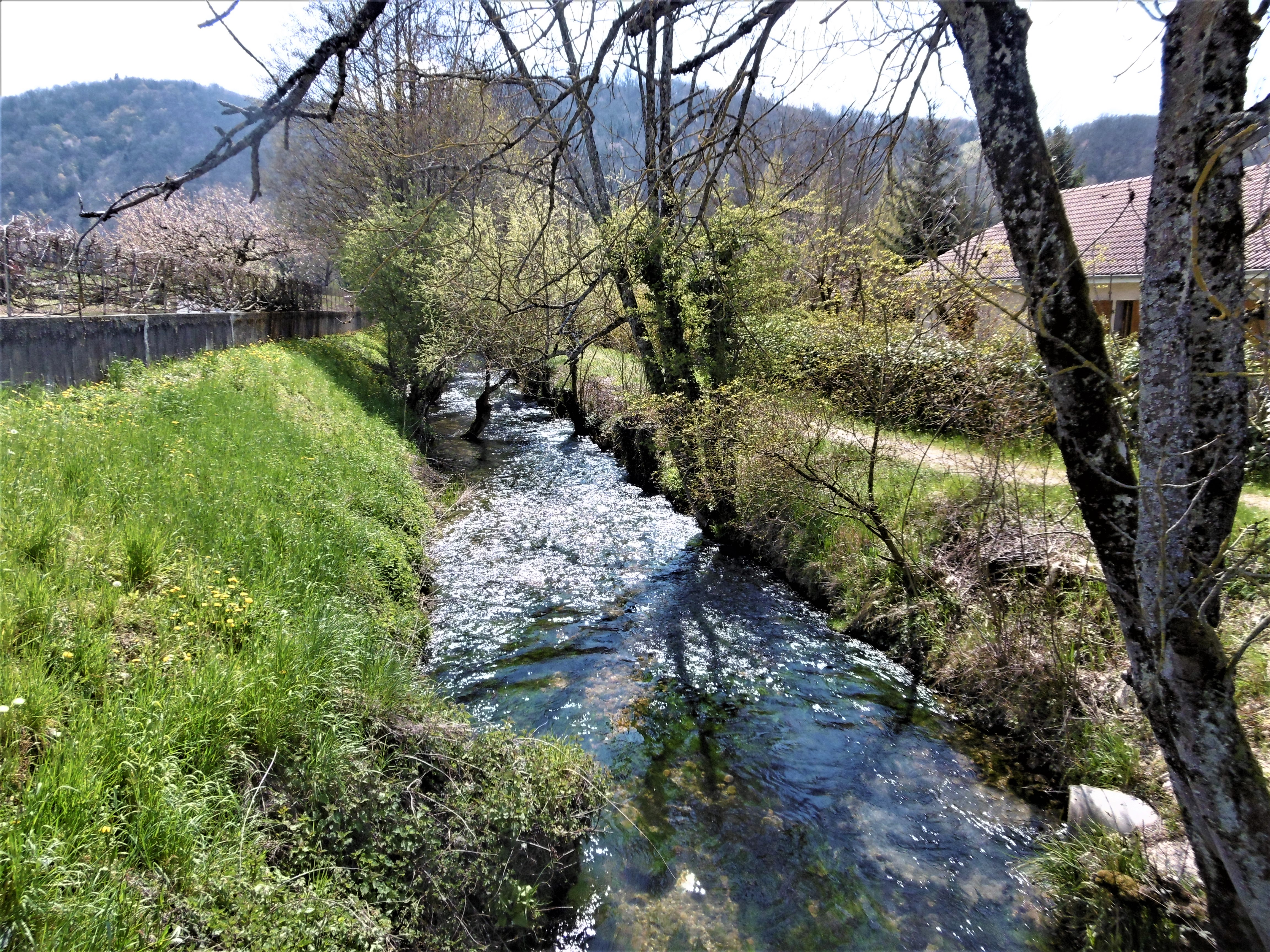
La Fure à Charavines, non loin du lac de Paladru.
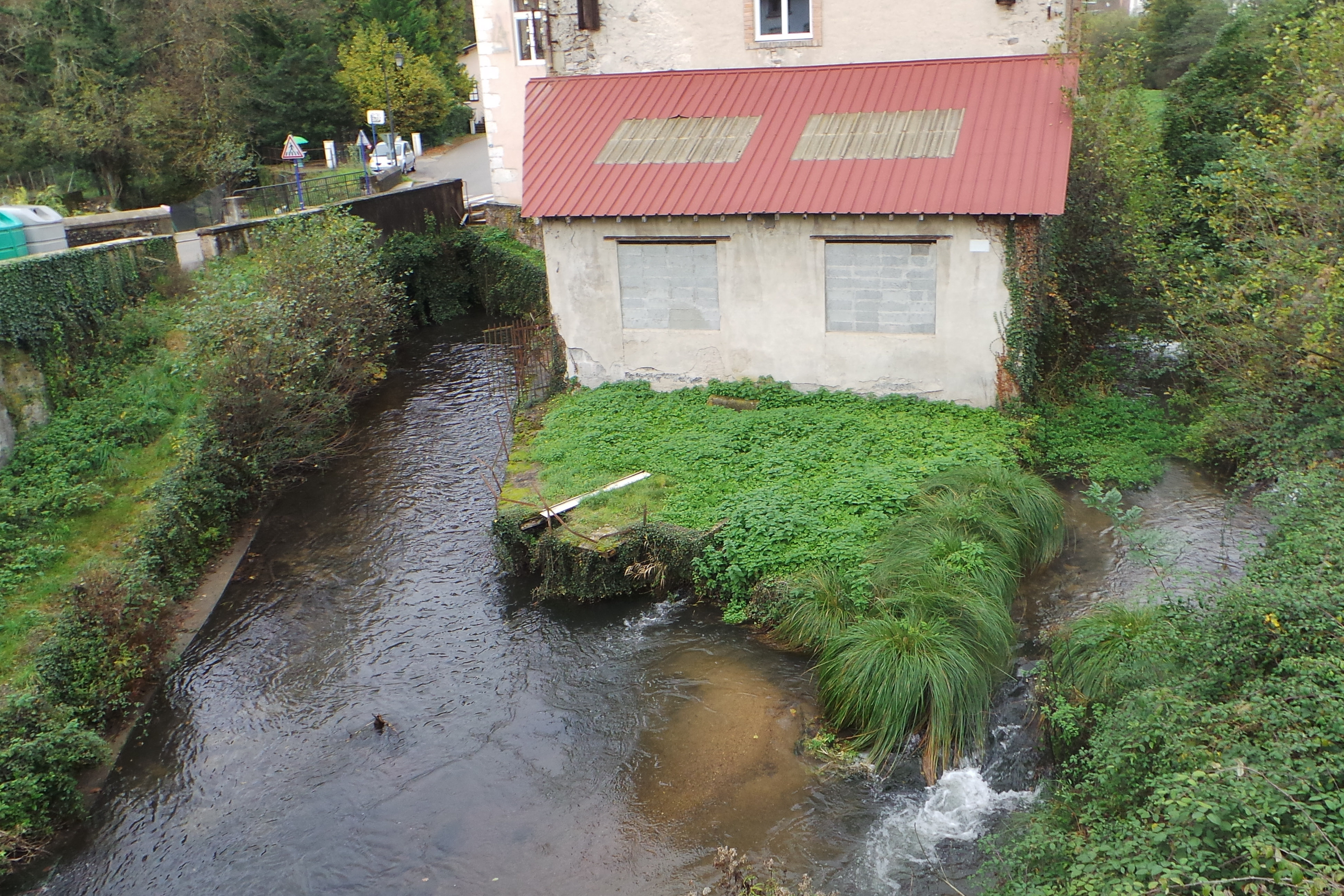
La Fure à Rives, et son affluent le Réaumont (à droite) au niveau du quartier le Bas-Rives.
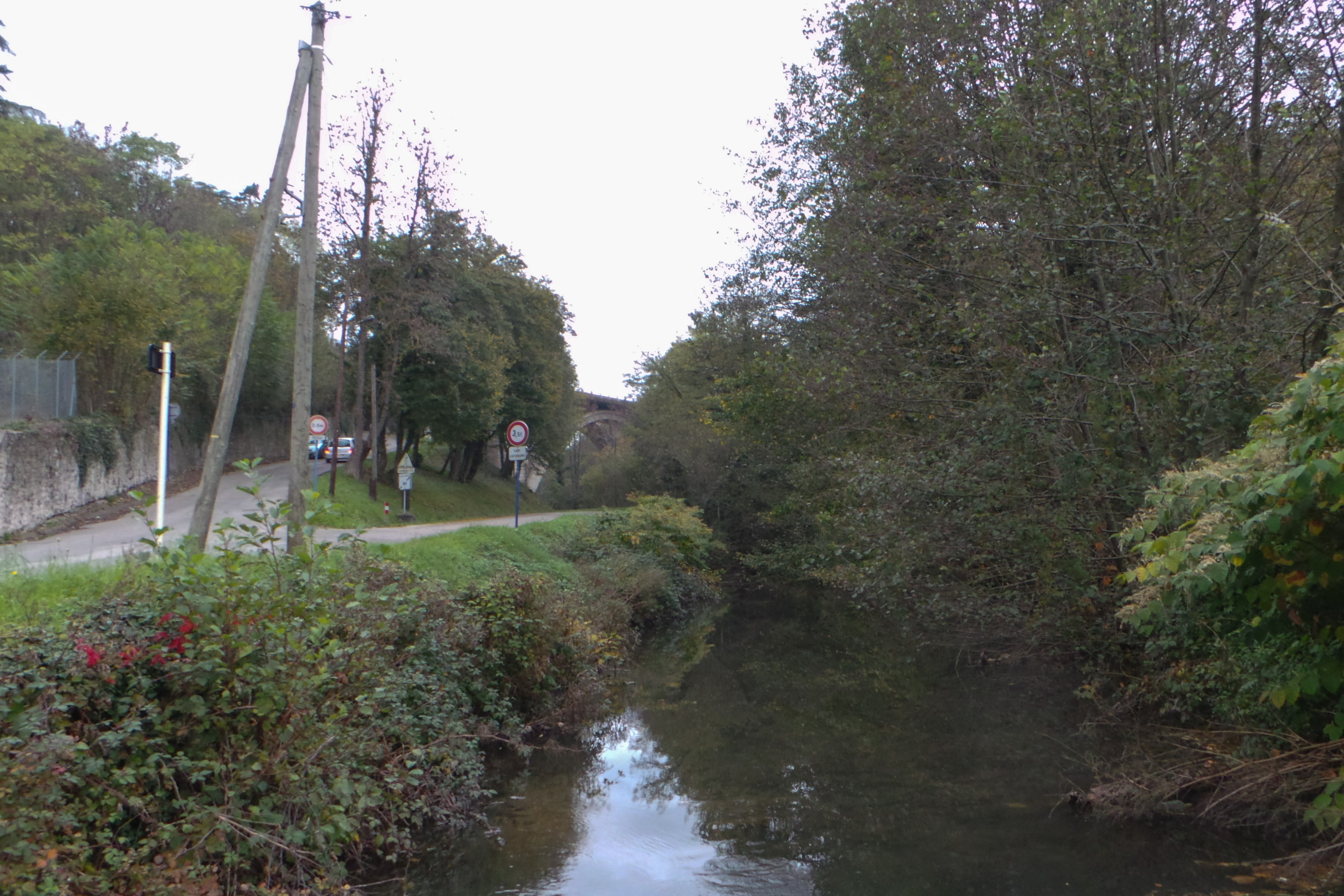
La Fure à Rives, à sa sortie du territoire de la commune à la limite de celle de Renage.
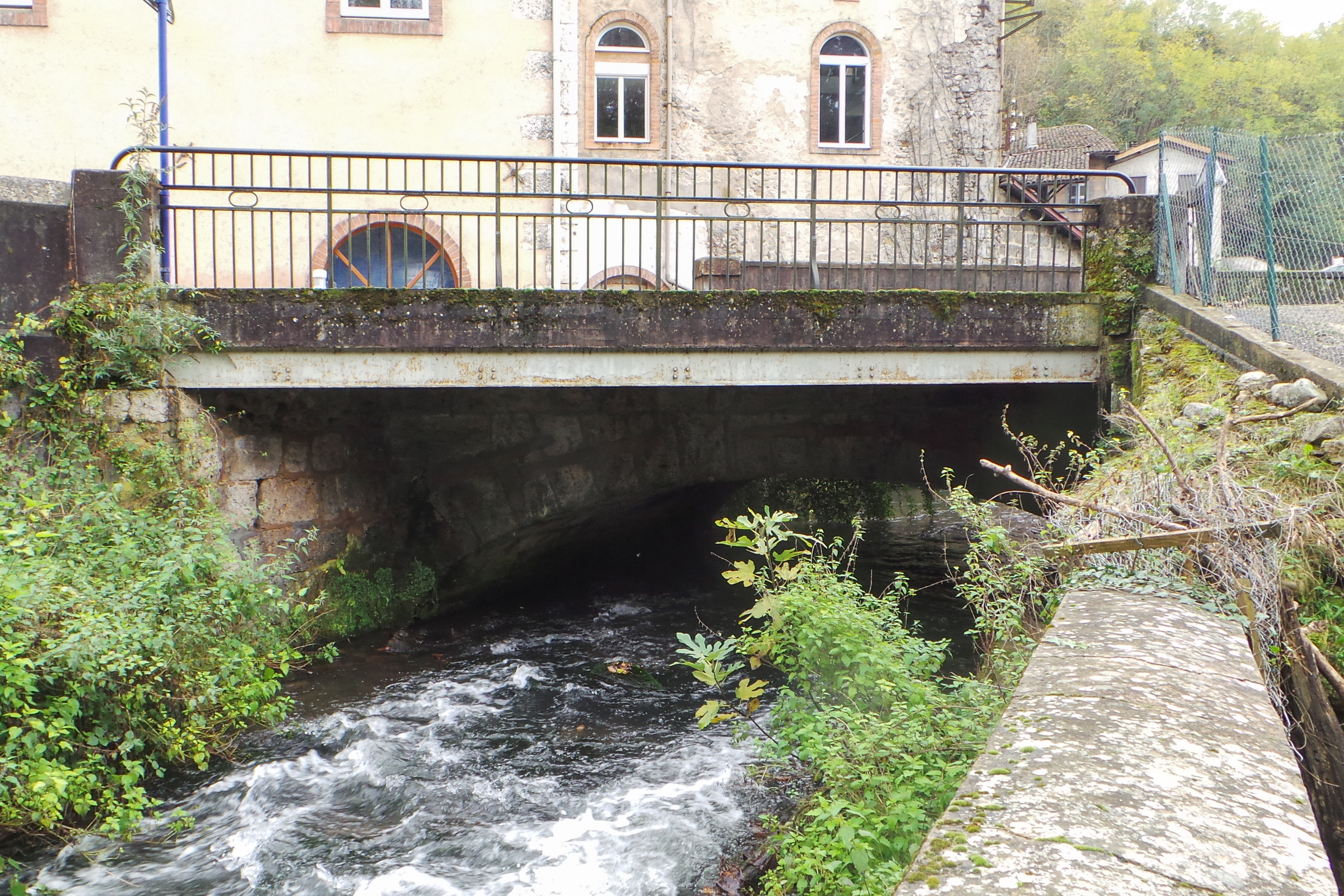
La Fure au lieu-dit Fure.
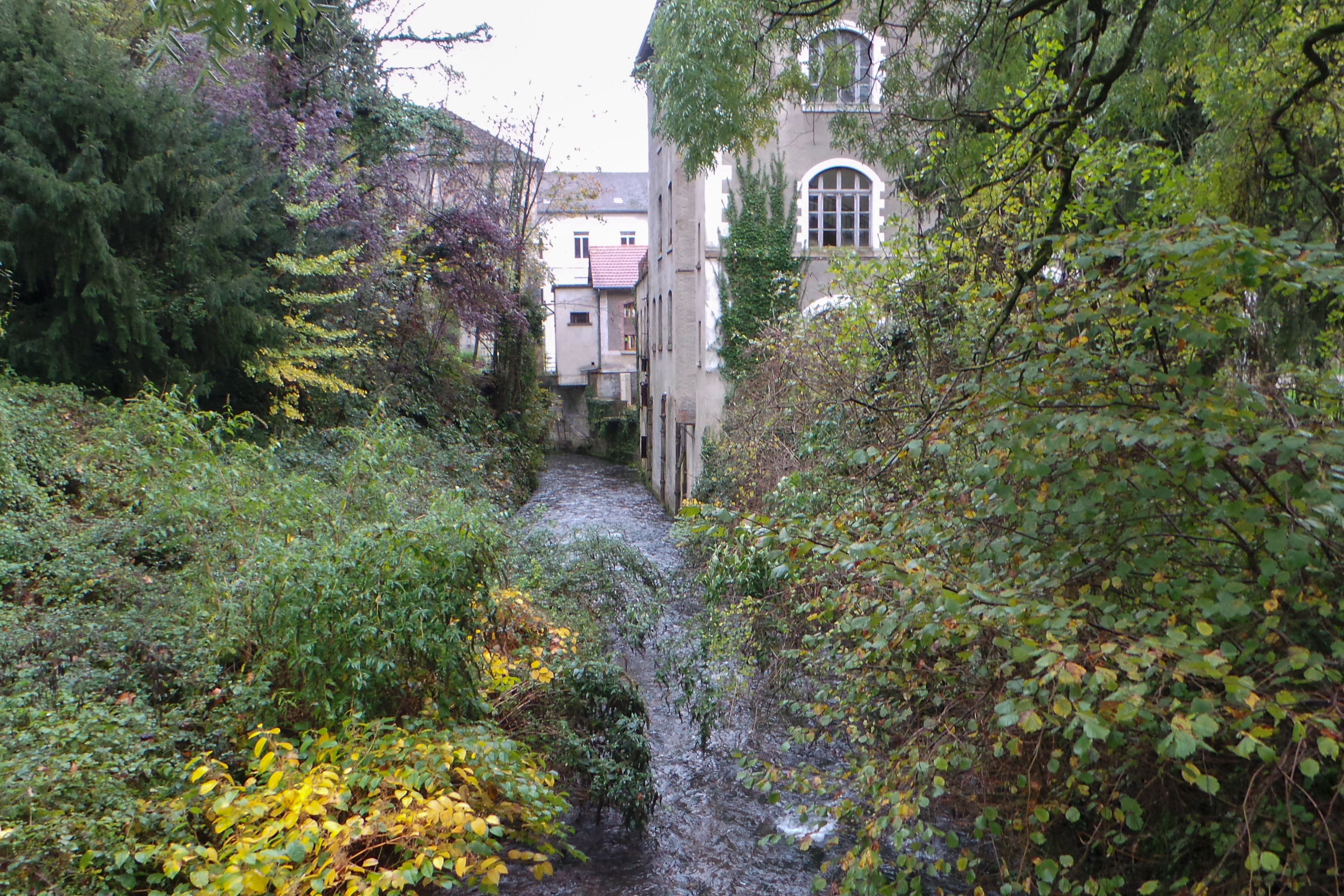
La Fure à Renage, au lieu-dit la Grande Fabrique.

## Aménagements et écologie
Le cours d'eau est utilisé pour des moulins, pressoirs et forges. Les aciéries se multiplient, surtout en amont et produiront pendant les XVIe au XVIIIe siècle des épées renommées (aciéries de Rives). Vers 1730, on compte 26 unités d'aciéries. Au XIXe siècle l'industrie se diversifie: aciers fins, taillanderies, papeteries, production électrique.
Entre 1865 et 1870, les industriels se regroupent au sein d'un syndicat de la Fure et avec l'aide des Pouvoirs publics régulent artificiellement le cours d'eau, améliorant les canaux d'amenée et de fuite, mais surtout par des digues et jeux de vannes à la sortie de lac de Paladru.

## Sites historiques

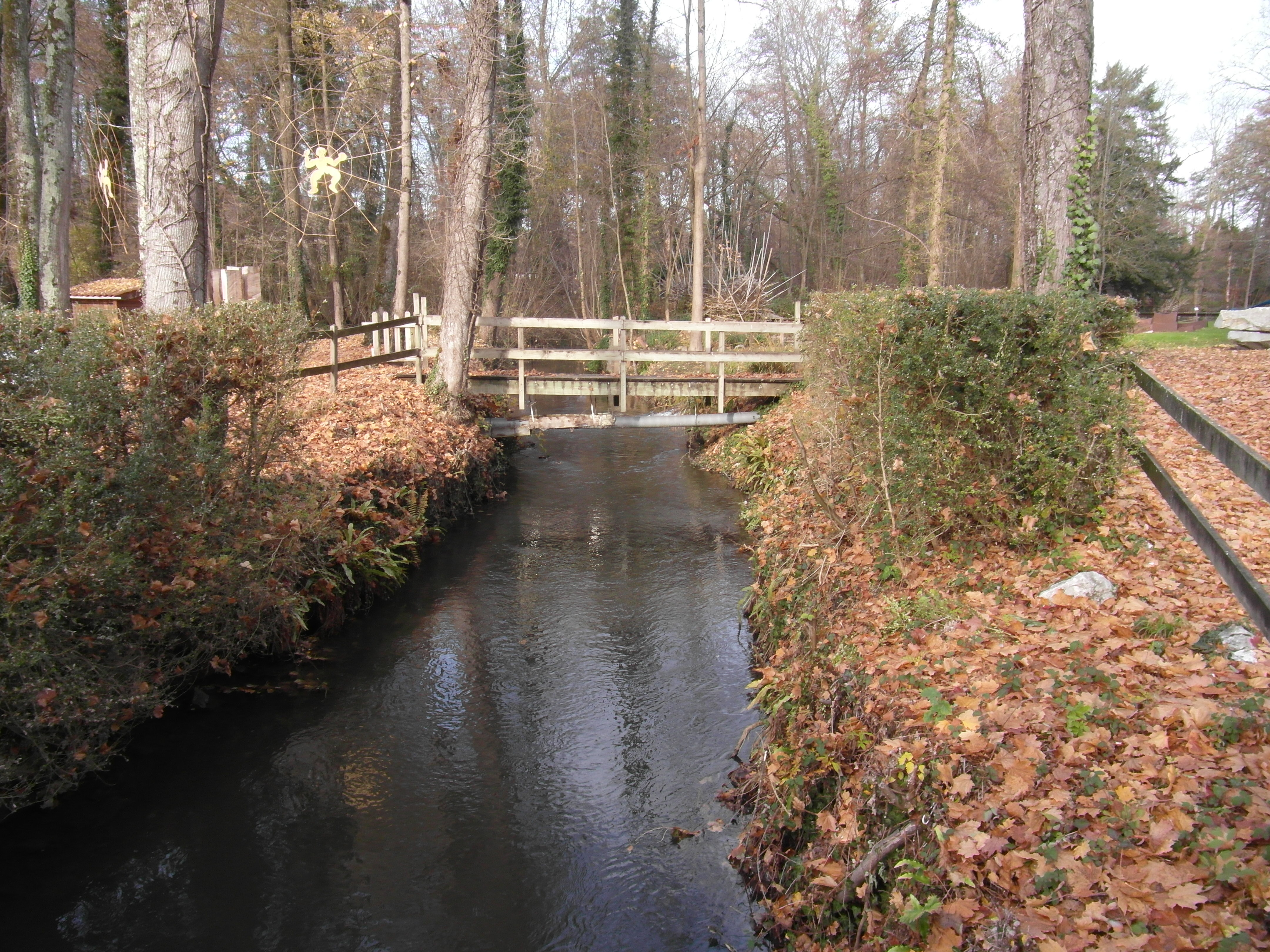
Pont en bois sur un bras de la Fure dans le domaine de Saint-Jean-de-Chépy.

### Saint-Jean-de-Chépy
Le château de Saint-Jean-de-Chépy et le domaine qui l'entoure sont bordés par la Fure. Plusieurs bras de cette rivière traverse le domaine et à proximité de cette ancienne maison forte édifiée durant la seconde moitié du XIIIe siècle et occupée par la famille de Bressieux au XIVe siècle.
Une turbine électrique fut installée sur un bras de la Fure en 1880 afin de produire du courant électrique. Celle-ci est encore visible en 2018.